# The Adjuster
Pour plus de détails, voir Fiche technique et Distribution.
The Adjuster (au Québec : L'Expert en sinistres) est un film canadien réalisé par Atom Egoyan, sorti en 1991.
Le film fait partie de la sélection officielle au Festival international du film de Moscou 1991 où il remporte un St. George d'argent spécial.

## Fiche technique
- Titre original : The Adjuster
- Titre québécois : L'Expert en sinistres
- Réalisation : Atom Egoyan
- Scénario : Atom Egoyan
- Montage : Susan Shipton
- Photographie : Paul Sarossy
- Musique : Mychael Danna
- Direction artistique : Linda Del Rosario et Richard Paris
- Costumes : Maya Mani
- Pays d'origine : Canada
- Format : Couleurs - 35 mm - 2,35:1 - Dolby
- Genre : comédie dramatique
- Durée : 102 minutes
- Date de sortie : 
  -  France : 13 mai 1991 (Festival de Cannes 1991
  -  Canada : septembre 1991 (Festival international du film de Toronto)

## Distribution
- Elias Koteas : Noah
- Arsinée Khanjian : Hera
- Maury Chaykin : Bubba
- Gabrielle Rose : Mimi
- Jennifer Dale : Arianne
- Raoul Trujillo : Matthew